# Krachtvoer (radioprogramma)
Krachtvoer is een Nederlands radioprogramma uit de jaren 80 van de 20e eeuw. Het werd uitgezonden van oktober 1981 tot december 1986 door de KRO op Hilversum 3.
De presentatie lag in handen van Marc Stakenburg. Mede verantwoordelijk voor de samenstelling was Christof van Basten Batenburg.

## Vaste onderdelen
- Column Landgenoten van Jeroen van Merwijk
- Column Hotel Royal door Cees Rutgers
- Een hoorspel geschreven en gespeeld door o.a Harry Jekkers en Koos Meinderts.
- Proza uit de schoolkranten
- Reportages door verslaggever Bertje

## Eindtune
De vaste eindtune van het programma is Astradyne van Ultravox, gevolgd door een afsluitend pianostukje uit een ander nummer van Ultravox, namelijk The Ascent.

## Uitzendtijden
- Van 7 oktober 1981 tot en met 3 oktober 1984: woensdag van 19 tot 21 uur.
- Van 7 oktober 1984 tot en met 27 januari 1985: zondag van 22 tot 24 uur.
- Van 3 februari 1985 tot en met 29 september 1985: zondag van 21 tot 23 uur.
- Van 6 oktober 1985 tot en met 28 december 1986: zondag van 20 tot 22 uur.

## Gerelateerde programma's
Krachtvoer volgde uit het KRO-programma Rauhfaser. In 1987 werd het programma opgevolgd door De Krijsende Tafel dat werd gepresenteerd door Marc Stakenburg en waaraan ook Jeroen van Merwijk meewerkte.
Typetjes uit de hoorspelen van Jeroen van Merwijk en Cees Rutgers kwamen tot 1989 voor in hoorspelen in het mediaprogramma van de KRO, Ratel.